# Sirenia (musikgrupp)
Sirenia är ett gothic metal-band ifrån Stavanger i Norge bildat av Morten Veland 2001 som Masters of Sirenia, efter att han lämnat bandet Tristania. Gruppen bytte inledningsvis sångerska mellan olika album innan Ailyn blev sångerska 2008. Sirenias två första album är mörkare och tyngre än vad de senaste är.
Sirenias skivbolag är Nuclear Blast och Napalm Records.

## Medlemmar
Nuvarande medlemmar
- Morten Veland – growl, sång, gitarr, basgitarr, keyboard (2001–)
- Jan Erik Soltvedt – sologitarr (2011– )
- Emmanuelle Zoldan — sång (2016–), studiokör (2003– )
- Nils Courbaron – sologitarr (2018– )
- Michael Brush – trummor (2019– )

Tidigare medlemmar
- Kristian Gundersen – sång, gitarr (2001–2004)
- Hans Henrik Varland – keyboard (2001–2003)
- Pete Johansen – fiol (2001–2002)
- Henriette Bordvik – sång (2002–2005)
- Jonathan A. Perez – trummor (2003–2018)
- Bjørnar Landa – gitarr (2006–2008)
- Monika Pedersen – sång (2006–2007)
- Michael S. Krumins – gitarr (2008–2010)
- Ailyn (Pilar Giménez García) – sång (2008–2016)

Bidragande musiker (studio/live)
- Roland Navratil – trummor (live) (2004–2005, 2009, 2016, 2017–2019)
- Kristian Olav Torp – basgitarr (live) (2008)
- Emmanuelle Zoldan – sång (live) (2016)
- Jon "The Charn" Rice – trummor (live) (2017)
- Nils Courbaron – sologitarr (live) (2017)
- Michael Brush – trummor (live) (2018–2019)
- Fabienne Gondamin – bakgrundssång (2001–2002)
- Anne Verdot – fiol (2003, 2004)
- Stephanie Valentin – fiol (2008, 2010)

Bildgalleri

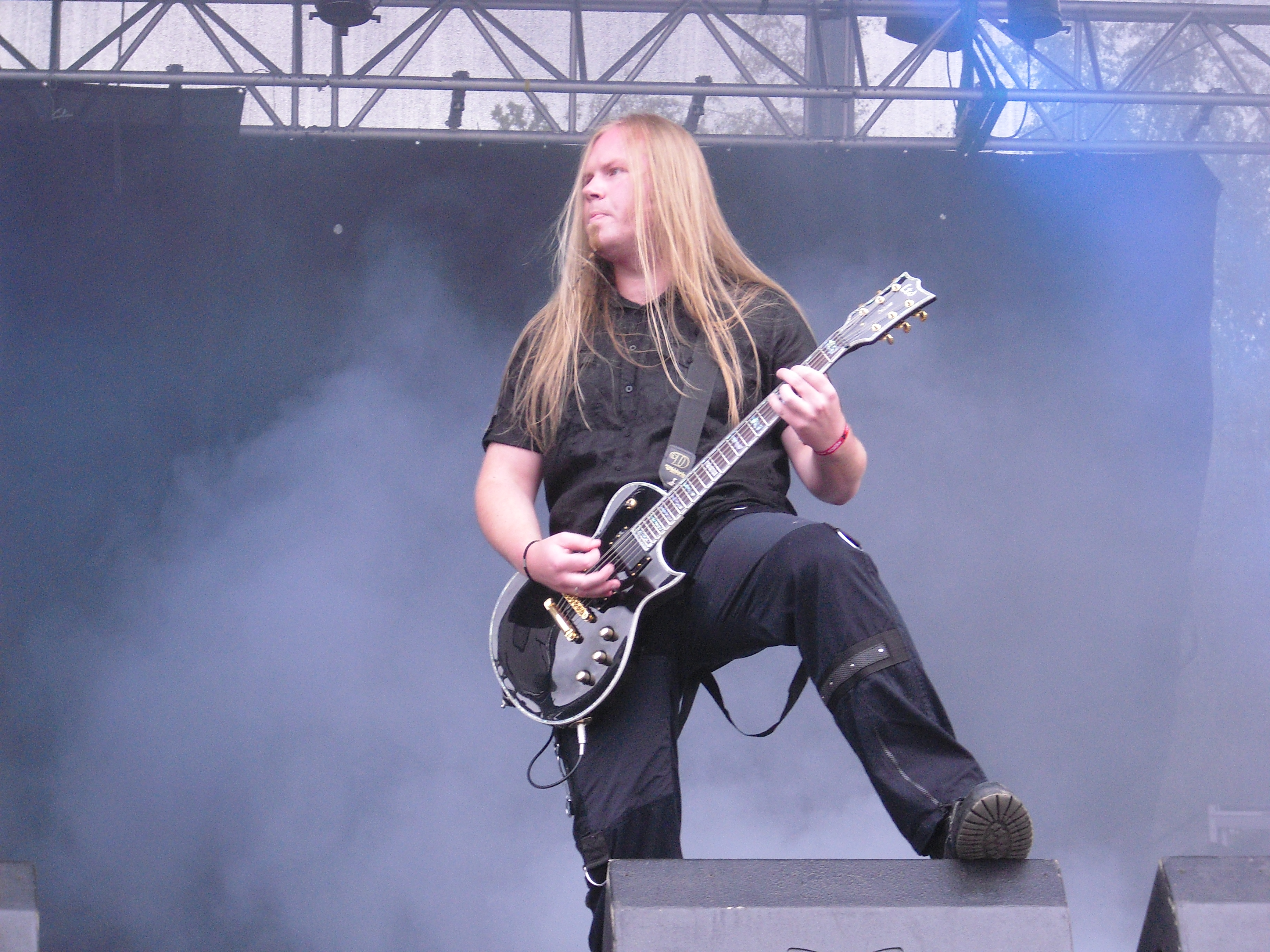
Morten Veland 2009
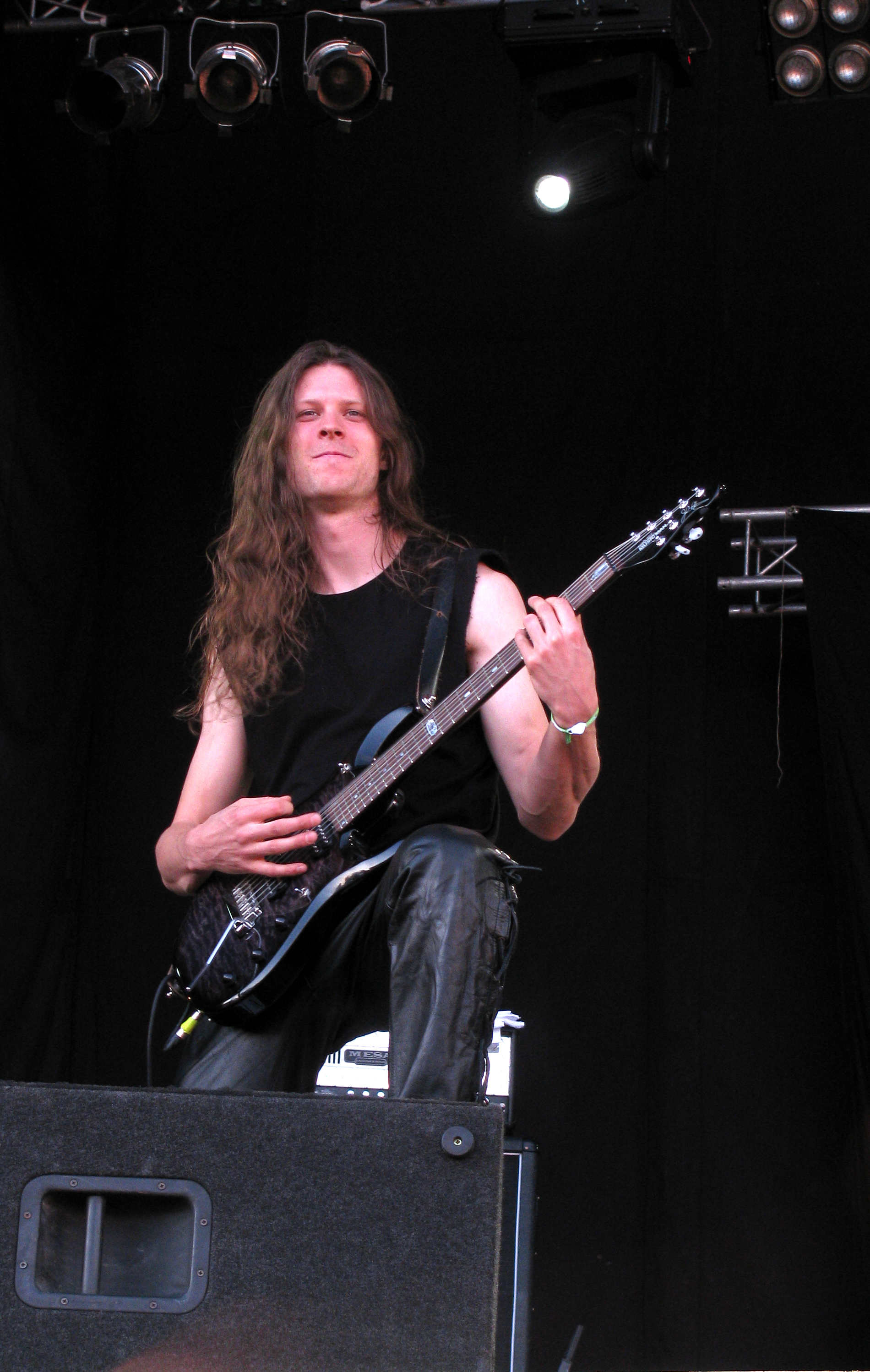
Jan Erik Soltvedt 2010
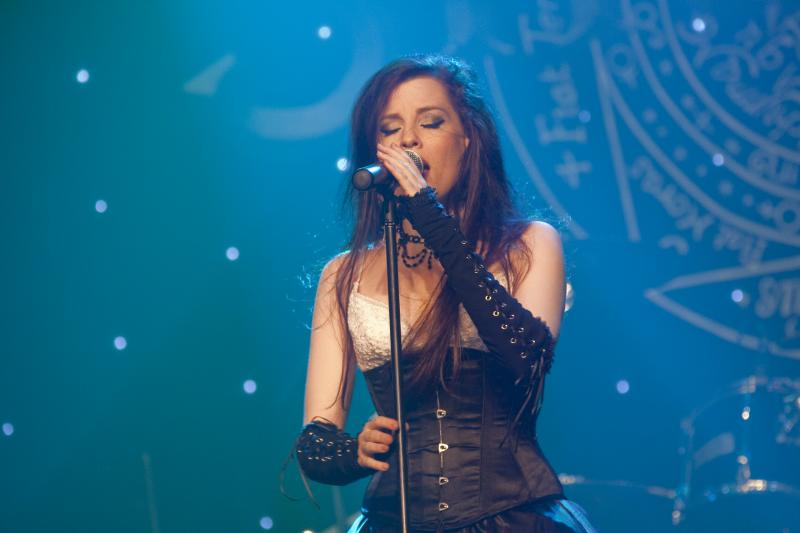
Ailyn 2010
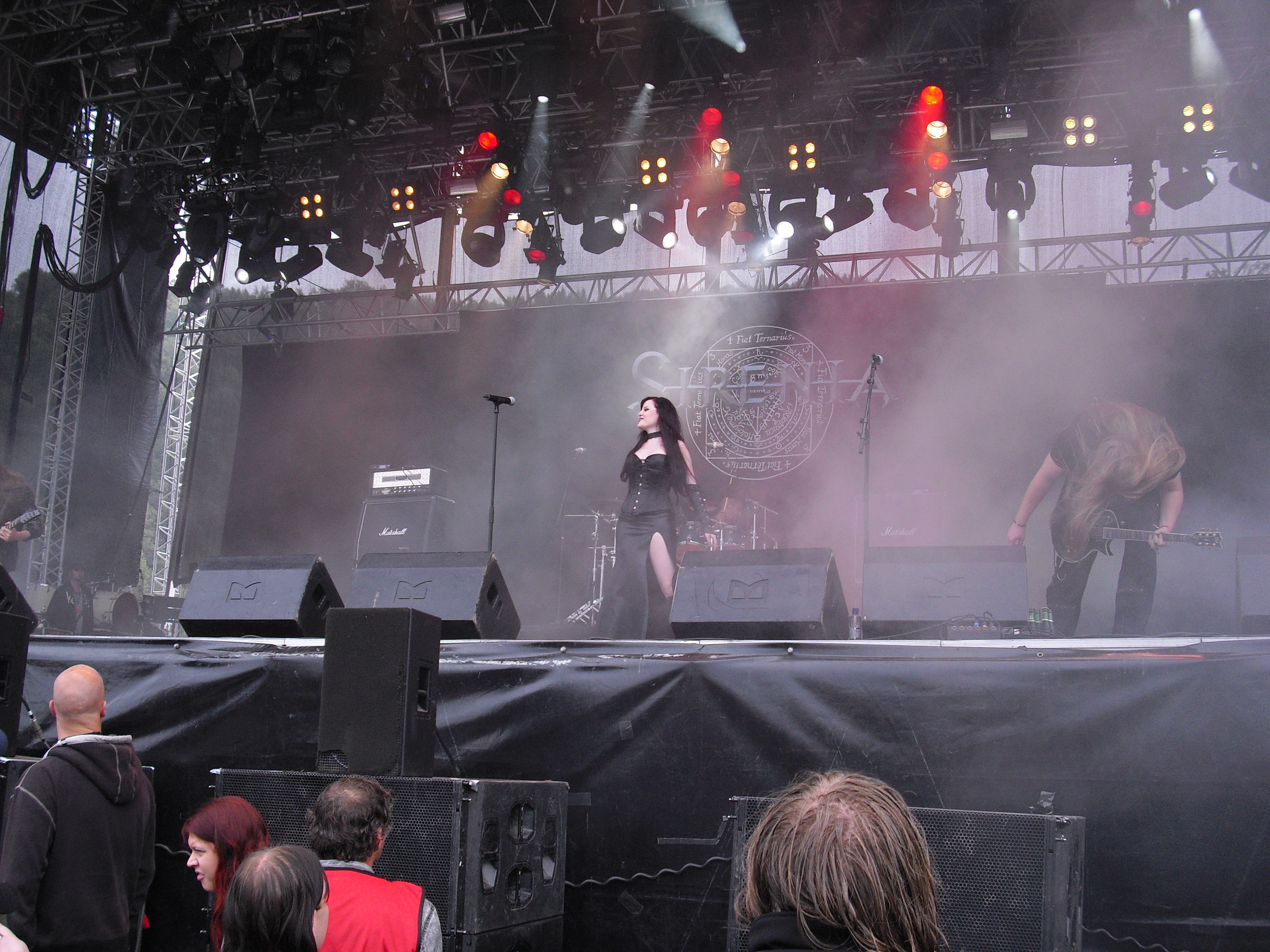
Sirenia vid Norway Rock Festival 2009

## Diskografi
Studioalbum
- 2002 – At Sixes and Sevens
- 2004 – An Elixir for Existence
- 2007 – Nine Destinies and a Downfall
- 2009 – The 13th Floor
- 2011 – The Enigma of Life
- 2013 – Perils of the Deep Blue
- 2015 – The Seventh Life Path
- 2016 – Dim Days of Dolor
- 2018 – Arcane Astral Aeons
- 2023 - 1977

EP
- 2004 – Sirenian Shores

Singlar
- "My Mind's Eye" (2007)
- "The Path to Decay" (2009)
- "The End of It All" (2011)
- "Seven Widows Weep" (2013)
- "Once My Light" (2015)
- "The 12th Hour" (2016)
- "Dim Days of Dolor" (2016)
- "Love Like Cyanide" (2018)
- "Into the Night" (2018)

Annat
- Hi Five: Female Fronted Metal (2007) (delad EP: Nightwish / After Forever / Sirenia / Epica / Echoes of Eternity)